# Lichfield (Neuseeland)
Lichfield ist eine Siedlung im South Waikato District der Region Waikato auf der Nordinsel von Neuseeland.

## Namensherkunft
Lichfield wurde Ende der 1880er Jahre gegründet und nach der gleichnamigen Stadt in der Grafschaft Staffordshire in England benannt, in der der erste neuseeländische Bischof der anglikanischen Kirche und spätere Primas der anglikanischen Kirche in Neuseeland, George Augustus Selwyn ab 1868 den Bischofssitz innehatte.

## Geographie
Die Siedlung befindet sich rund 12 km nordnordwestlich von Tokoroa und rund 38 km westliche von Rotorua. Durch die Siedlung führen der New Zealand State Highway 1 und die Eisenbahnlinie North Island Main Trunk Railway ohne Haltepunkt. Eine kleine Straße führt nach Ngatira im Osten.

## Bevölkerung
Zum Zensus des Jahres 2013 zählte der Ort 987 Einwohner, 1,9 % mehr als zur Volkszählung im Jahr 2006.

## Eisenbahn
Lichfield erhielt 1886 Eisenbahnanschluss durch die Thames Valley and Rotorua Railway Company. Diese hatte die Bahnstrecke Morrinsville–Rotorua bis hierhin mit dem Ziel vorangetrieben, Rotorua zu erreichen. Aber noch im gleichen Jahr war sie von der Staatsbahn NZR übernommen worden. Diese aber setzte den Bahnbau nicht von Lichfield, sondern von Putaruru aus Richtung Rotorua fort. Der verbleibende Streckenrest zwischen Putaruru und Lichfield war wirtschaftlich bedeutungslos und wurde 1897 stillgelegt. Die Taupo Totara Timber Company (TTT Co.) nutzte dann die Trasse für ihre weit über Lichfield hinaus führende Waldbahn in südlicher Richtung. 
Nachdem der wirtschaftlich verwertbare Baumbestand abgeholzt war, stellte die TTT Co. ihren Betrieb ein. Der Staat kaufte im September 1946 den 29 km langen Abschnitt zwischen Putāruru und Kinleith mit dem Ziel, ihn für eine Bahnstrecke nach Taupō zu nutzen, und setzte ihn bis 1952 bis Kinleith in Stand. Lichfield erhielt dabei aber keinen Bahnhof mehr. Die Strecke wird bis heute für die Kinleith Mill, eine große Zellulose- und Papierfabrik, im Güterverkehr genutzt.